# Relespública
Relespública est un groupe brésilien de rock, originaire de Curitiba.

## Histoire
Relespública est formé en 1989 à Curitiba, par des fans des groupes The Who, The Kinks, The Yardbirds, Small Faces et des groupes brésiliens comme Ira!,,,,,,. Le groupe change plusieurs fois de formation, avec des claviéristes et divers choristes, et a atteint son apogée au Rock in Rio lorsqu'il est signé par Universal Music, qui venait de s'installer à Rio de Janeiro et à São Paulo, formant ainsi l'un des plus grands noms du « RocknRoll cast »,,.
Avec les changements, « Reles », comme l'appellent les fans, se renouvelle, formant un line-up original et viscéral, avec Ricardo Bastos, Emanuel Moon et Fabio Elias, et se produisant dans des festivals de rock brésiliens tels que : SuperDemo (RJ), Abril Pro Rock (Recife), GIG Rock (Porto Alegre), Goiânia Noise, parmi d'autres,.
Le groupe traverse une période de crise, car Fábio Elias annonce une pause et commence à faire connaître sa nouvelle carrière, consacrée au sertanejo universitário. Après un hiatus de deux ans, Reles est revenu au début de l'année 2012 avec la sortie du DVD Antes do Fim do Mundo, enregistré entre 2009 et 2010, édité par MNF Discos,. 

## Membres

### Membres actuels
- Fabio Elias – guitare, chant
- Emanuel Moon – batterie
- Ricardo Bastos – basse

### Anciens membres
- Daniel Fagundes – chant
- Roger Gor – clavier
- Kako Louis – chant
- Ivan Santos – chant

## Discographie

### Albums studio
- 1998 : E o Rock'n’Roll Brasil?! (Jethro Songs)
- 2000 : O Circo Está Armado (Universal Music)
- 2003 : As Histórias São Iguais (Monstro Discos)
- 2008 : Efeito Moral (MNF Music)
- 2022 : Só em Si (Voltz)[9]

### Albums live
- 1996 : Venda Proibida - Ao Vivo do Centro Politécnico (Catarse/Franzini)
- 2006 : MTV Apresenta Relespública (Vila Biguá/Works Music)
- 2012 : Antes do Fim do Mundo (indépendant)

### EP
- 1993 :  Mod (indépendant)
- 2021 : Sem Ninguém ao Lado (Volts)[10]

### DVD
- 2006 : MTV Apresenta Relespública (Vila Biguá/Works Music)
- 2012 : Antes do Fim do Mundo (indépendant)